# Isabel de Castellbó
Isabel de Castellbó fue condesa de Foix, vizcondesa de Castellbó, y vizcondesa de Bearne, entre otros títulos (véase los títulos en su antecesor). Era hija de Roger Bernardo IV de Castellbó y de su esposa, Geralda de Navailles. Sucedió a su hermano Mateo I, fallecido en agosto de 1398 sin sucesión.

## Biografía
Estaba casada desde 1384 con Arquimbaldo I de Grailly, vizconde de Benauges y vizconde de Castilhon, quien favorecía al rey de Inglaterra y al de Navarra contra el de Francia. Foix estaba bajo soberanía feudal del rey de Francia, Castellbó del rey de Aragón, y Bearn era totalmente soberano. Por ello el rey de Francia se opuso a la sucesión y fuerzas reales ocuparon Mazeres y Severdun en el condado de Foix, y dos hijos de los condes quedaron como rehenes. Se concluyó una tregua e Isabel y Arquimbaldo, sucesivamente, ofrecieron su homenaje al rey, quien, tras la segunda visita (la del esposo) aceptó, liberando a sus dos rehenes, quienes, junto con su padre, juraron solemnemente fidelidad al rey el 2 de marzo de 1402. Diez años después Arquimbaldo incluso fue nombrado capitán general del Languedoc.

## Descendencia
Arquimbaldo I e Isabel tuvieron 5 hijos:
- Juan I de Foix, sucesor en el condado de Foix y los vizcondados de Castellbó y Bearn, y conde de Bigorra.[2]
- Arquimbaldo I señor de Navalhas, casado con Sancha Jiménez de Cabrera,[3] que por su hija Isabel dieron origen a la dinastía de Caramany, vizcondes de Caramany y señores de Navalhas y San Felix.[4])[5]
- Mateo I conde de Cominges por su enlace con Margarita I de Cominges.
- Gastón, primer conde de Condado de Benauges (que antes era un vizcondado), señor de Grailly, vizconde de Castilhon y señor de Curson, que casó con Margarita de Albret dando origen a la rama de Condes de Candale.
- Pedro, Obispo de Cominges, Tarbes, Lescar, Albano, y cardenal y arzobispo de Arlés.

Murió en 1426. Su esposo Arquimbaldo había muerto en 1413 y desde entonces Juan I era considerado ya conde y vizconde.
| Predecesor: Mateo I de Foix | Condesa de Foix, Vizcondesa de Bearne y Castellbó 1398 - 1413 | Sucesor: Juan I |

- Datos: Q279418
- Multimedia: Isabella, Countess of Foix / Q279418